# SK Rapid Wien (Frauenfußball)
Der SK Rapid Wien ist ein Fußballverein aus Wien-Hütteldorf. Die Frauenfußballabteilung des SK Rapid Wien entstand im Juni 2022. Ab der Saison 2025/26 spielt die erste Mannschaft in der 2. Liga. Die zweite Mannschaft tritt in der  Wiener Frauen Landesliga (3. Leistungsstufe) an.

## Geschichte
Im Juni 2022 beschloss das Präsidium des SK Rapid, dass der Verein bis Sommer 2024 mit einem Frauenteam am Meisterschaftsbetrieb teilnehmen soll. Im August 2023 wurde Katja Gürtler vom SK Rapid Wien verpflichtet, um gemeinsam mit Willi Schuldes und Matias Costa das Projekt Mädchen- und Frauenfußball zu leiten. Gürtler betreut außerdem als Cheftrainerin das erste Frauenteam. Vom Wiener Fußballverband bekam Rapid die Genehmigung, Frauenteams für die Saison 2024/25 in der Wiener Frauen Landesliga (SK Rapid Frauen) und in der 1. Klasse (SK Rapid Frauen II) zu nennen. Cheftrainerin der SK Rapid Frauen II wurde Claudia Bauer. Im Februar 2024 wurde das Comeback der ehemaligen Kapitänin des Nationalteams Carina Wenninger beim SK Rapid bekanntgegeben. Am 24. Februar 2024 bestritt das Frauenteam die erste Partie. Das Freundschaftsspiel gegen die SU Schönbrunn wurde mit 4:1, am Sportplatz Hetzendorf, gewonnen. Am 16. März 2024 fand das erste Heimspiel der Frauen statt. Das Testspiel gegen Traiskirchen endete mit 2:1 für die Grün-Weißen. Mit 3.150 Zuschauern stelle der SK Rapid einen Zuseherrekord für ein Vereinsspiel in Österreich auf. Am 16. Mai 2024 kündigte der SK Rapid an, dass man den österreichischen Publikum-Rekord eines Frauenfußball-Spiels übertreffen will. Mit einem Freundschaftsspiel gegen die U20 des 1. FC Nürnberg sollte der Rekord von 10.051 geknackt werden. Das Spiel am 16. Juni 2024 endete mit 1:4 für Nürnberg. Mit 7.278 Zuschauern baute man zwar den Vereinsrekord aus, konnte jedoch nicht den Rekord vom Nationalteam brechen. Im Juli 2024 folgte ein brisanter Wechsel: Aushängeschild und Kapitänin Carina Wenninger wechselte nach fünf Monaten und wenigen Testspieleinsätzen von Rapid zum Erzrivalen Austria Wien. Das erste Meisterschaftsspiel wurde am 1. September 2024 auswärts gegen die SV Essling Frauen mit 11:0 gewonnen.
Im April 2025 fixierten die Rapid-Frauen vier Runden vor Saisonschluss den Meistertitel in der Wiener Frauen Landesliga.

### Trainer
Trainer(in) der Kampfmannschaft seit 2023
| - Seit dem 28. August 2023: Katja Gürtler |

### Sportliche Leitung
Sportliche Leitung der Kampfmannschaft seit 2023:
| - Seit dem 28. August 2023: Willi Schuldes / Matias Costa |

## Kampfmannschaft

### Trainerteam
Stand: 23. August 2024
| Funktion          | Name                | Geburtsdatum | Nationalität | beim Verein seit | letzter Verein |
| ----------------- | ------------------- | ------------ | ------------ | ---------------- | -------------- |
| Trainerin         | Katja Gürtler       | 13.05.1989   | Osterreich   | 07/2024          | SV Neulengbach |
| Co-Trainerin      | Birgit Gumpenberger | 03.08.1988   | Osterreich   | 07/2024          | SV Neulengbach |
| Torfrautrainer    | Florian Schwartz    | 05.09.1997   | Osterreich   | 07/2022          |                |
| Athletiktrainerin | Stefanie Kremener   | 12.07.1995   | Osterreich   | 07/2024          | SV Neulengbach |

### Aktueller Kader
Stand: 25. Juli 2025
| Rücken- nummer | Name                    | Geburtsdatum | Nationalität            | beim Verein seit | letzter Verein          |          |
| Torhüter       | Torhüter                | Torhüter     | Torhüter                | Torhüter         | Torhüter                | Torhüter |
| -------------- | ----------------------- | ------------ | ----------------------- | ---------------- | ----------------------- | -------- |
| 01             | Jasmin Zotter           | 15.11.1996   | Osterreich              | 2024             | SV Horn                 |          |
| 26             | Kayleigh van Niehoff    | 02.04.1996   | Niederlande             | 2024             | SV Wernberg             |          |
| Verteidigung   |                         |              |                         |                  |                         |          |
| 03             | Flora Zimmermann        | 13.07.2007   | Osterreich              | 2025             | FC St. Gallen Frauen    |          |
| 04             | Ronja Leidler           | 01.10.2008   | Osterreich              | 2025             | ÖFB Frauen-Akademie     |          |
| 05             | Victoria Leitner-Garcia | 05.08.2002   | Spanien                 | 2024             | First Vienna FC         |          |
| 06             | Birgit Muck             | 10.12.1992   | Osterreich              | 2024             | SC Melk                 |          |
| 08             | Lisa Hoyda              | 05.10.1992   | Osterreich              | 2024             | FC Pinzgau Saalfelden   |          |
| 29             | Tina Charwat            | 17.01.1995   | Osterreich              | 2024             | Brunn am Gebirge SC     |          |
| Mittelfeld     |                         |              |                         |                  |                         |          |
| 02             | Natascha Wurm           | 10.01.2002   | Osterreich              | 2024             | Sportunion Schönbrunn   |          |
| 07             | Kristina Decker         | 21.11.2003   | Osterreich              | 2025             | FK Austria Wien         |          |
| 09             | Sandrina Haupt          | 19.09.1998   | Osterreich              | 2024             | USC Landhaus Wien       |          |
| 11             | Viktoria Bittendorfer   | 29.11.2005   | Slowenien               | 2024             | SV Horn                 |          |
| 13             | Tatjana Tinesz          | 16.07.2002   | Osterreich              | 2024             | Sportunion Schönbrunn   |          |
| 15             | Hannah Gessl            | 20.07.2006   | Osterreich              | 2025             | Paudorf SV              |          |
| 22             | Ilvy Taucher            | 23.11.2008   | Osterreich              | 2025             | ÖFB Frauen-Akademie     |          |
| 27             | Tabea Aitenbichler      | 07.06.2005   | Osterreich              | 2024             | Union Kleinmünchen Linz |          |
| Angriff        |                         |              |                         |                  |                         |          |
| 10             | Jasmin König            | 26.12.1997   | Osterreich              | 2024             | Paudorf SV              |          |
| 14             | Sophia Johnston         | 09.07.2006   | Osterreich              | 2024             | SV Admira Wr. Neustadt  |          |
| 17             | Lisa Rammel             | 18.12.1999   | Osterreich              | 2024             | SV Horn                 |          |
| 18             | Milla Puck              | 24.04.2008   | Deutschland             | 2025             | First Vienna FC         |          |
| 19             | Lana Khalaf             | 18.03.2006   | Osterreich              | 2024             | FC Altera Porta         |          |
| 20             | Vanessa Rauter          | 17.11.1998   | Osterreich              | 2024             | FK Austria Wien         |          |
| 21             | Francesca Nunziata      | 27.04.2005   | Italien                 | 2025             | 1. FC Nürnberg II       |          |
| 24             | Aldijana Masinovic      | 03.07.1998   | Bosnien und Herzegowina | 2024             | SV Neulengbach          |          |

## Zweite Mannschaft
Die 2. Frauenmannschaft des SK Rapid Wien spielt in der Wiener Frauen Landesliga.

## Erfolge
- Wiener Frauen Landesliga: 2025
- Wiener Frauen Cup: 2025